# Bryan Nouvier
Bryan Nouvier (Metz, 21 giugno 1995) è un calciatore francese, centrocampista dello Swift Hesperange.

## Palmarès

### Club

#### Competizioni nazionali
- Coppa di Romania: 1

CFR Cluj: 2015-2016
- Campionato rumeno: 1

CFR Cluj: 2017-2018
- Campionato lussemburghese: 1

Swift Hesperange: 2022-2023